# خدمات مرجع
ارائه کمک به مراجعه‌کننده در کتابخانه، سابقه‌ای بسیار کهن دارد. مجموعه خدمات گوناگونی را که در بخش مرجع به مراجعه کنندگان حضوری و غیرحضوری ارائه می‌شود خدمات مرجع می‌گویند. خدمات مرجع جریان برقراری ارتباط بین یک خواننده و نوشته مورد نیاز او با صرف کمترین وقت است. در ایجاد این ارتباط یک فرد - کتابدار مرجع - نقش اساسی را عهده‌دار می‌شود. اما طبق گفته نورالله مرادی، روتشتاین (Samuel Rothestein) آغاز پیدایش مفهوم خدمات مرجع را بعد از سال ۱۸۷۵ میلادی می‌داند.
رانگاناتان کتابدار فیلسوف، و ریاضیدان بزرگ هندی خدمات مرجع را کارکرد نهایی و غایی هر کتابخانه می‌داند، بدون آن که کوچک یا بزرگ بودن آن کتابخانه تأثیری داشته باشد.

## نظریه‌های خدمات مرجع
در دهه سوم سده بیستم، جیمز وایر (James Wayer)، نخستین کسی است که می‌کوشد تا نظریه خدمات مرجع را بیان کند. جیمز وایر در کتاب خود سه نوع نظریه را برای خدمات مرجع معرفی می‌کند که به شرح زیر می‌باشند:
- نظریه محافظه کارانه(Conservative)
- نظریه میانه رو(Moderate)
- نظریه لیبرالی(Liberal)